# Paul Khoarai
Paul Malefetsane Khoarai (Makoabeng, 29 maggio 1933 – Seboche, 27 dicembre 2012) è stato un vescovo cattolico lesothiano.

## Biografia
Nacque nel 1933 a Makoabeng.
Il 17 febbraio del 1963 fu ordinato sacerdote per la diocesi di Leribe, di cui venne nominato vescovo il 7 marzo 1970, ricevendo l'ordinazione il 4 luglio nella chiesa di Santa Monica dall'arcivescovo Morapeli; co-consacranti i vescovi Des Rosiers e Green.
Fondò la Scuola Tecnica di Leribe (TSL) nel 1971-72, oggi nota come Catholic Comprehensive Community College (CCCC), e la prima scuola del Lesotho per i bambini e i ragazzi con perdita dell'udito, la St Paul's School per i Sordi, nel 1981. Dal 1987 al 1991 presiedette la Conferenza dei vescovi cattolici del Lesotho.
Fu un membro della Commissione per l'informazione della X Assemblea Generale Ordinaria del Sinodo dei vescovi (2001) e prese parte alla conferenza stampa di presentazione dei lavori dell'Assemblea.
Il 3 giugno 2005 compì la visita ad limina apostolorum in Vaticano. Benedetto XVI accolse la sua rinuncia al governo della diocesi per raggiunti limiti di età il 30 giugno 2009. Morì come vescovo emerito all'età di 79 anni presso l'ospedale cattolico di Seboche.

## Commemorazione
Nel 2021 fu pubblicato in Germania dalla Blessed Hope Publishing il libro Being a Champion in Life basato sulla vita di Khoarai, scritto dal seminarista Philip Tšepo Lipholo in occasione dei cinquant'anni dalla sua consacrazione episcopale.

## Genealogia episcopale e successione apostolica
La genealogia episcopale è:
- Cardinale Scipione Rebiba
- Cardinale Giulio Antonio Santori
- Cardinale Girolamo Bernerio, O.P.
- Arcivescovo Galeazzo Sanvitale
- Cardinale Ludovico Ludovisi
- Cardinale Luigi Caetani
- Cardinale Ulderico Carpegna
- Cardinale Paluzzo Paluzzi Altieri degli Albertoni
- Papa Benedetto XIII
- Papa Benedetto XIV
- Papa Clemente XIII
- Cardinale Marcantonio Colonna
- Cardinale Giacinto Sigismondo Gerdil, B.
- Cardinale Giulio Maria della Somaglia
- Cardinale Carlo Odescalchi, S.I.
- Cardinale Costantino Patrizi Naro
- Cardinale Serafino Vannutelli
- Cardinale Domenico Serafini, Cong. Subl. O.S.B.
- Cardinale Pietro Fumasoni Biondi
- Arcivescovo Martin Lucas, S.V.D.
- Cardinale Owen McCann
- Arcivescovo Alfonso Liguori Morapeli, O.M.I.
- Vescovo Paul Khoarai

La successione apostolica è:
- Vescovo Augustinus Tumaole Bane, O.M.I. (2009)